# Besòs (Metro Barcelona)
Besòs ist eine unterirdische Station der Metro Barcelona. Sie befindet sich im Stadtteil Sant Martí. Die Station wird von der Metrolinie 4 bedient. Es besteht Umsteigemöglichkeit zu fünf Buslinien sowie zur Tramlinie 5 der Trambesòs an der oberirdischen Haltestelle.

## Geschichte
Die Station wurde am 15. Oktober 1982 im Zuge der Eröffnung der östlichen Verlängerung der Linie 4 von Selva de Mar nach La Pau eröffnet.